# Manfred Kaufmann
Manfred Kaufmann (ur. 9 października 1978 w Balzers) – liechtensteiński polityk i księgowy, parlamentarzysta, od 2025 przewodniczący Landtagu.

## Życiorys
Urodził się w rodzinie wielodzietnej. Ukończył szkołę średnią w rodzinnej miejscowości. Odbył następnie praktykę w zawodzie handlowca w instytucji TTA Trevisa-Treuhand-Anstalt. Kształcił się też w zakresie finansów i rachunkowości. Pracował jako księgowy i audytor, a także obejmował stanowiska menedżerskie.
Działacz Unii Patriotycznej. Był członkiem komisji rewizyjnej gminy Balzers, a w latach 2013–2017 zastępcą deputowanego do Landtagu. W 2017 uzyskał mandat poselski, utrzymywał go w kolejnych wyborach w 2021 i 2025. Był członkiem prezydium parlamentu i przewodniczącym komisji spraw zagranicznych. W marcu 2025 został wybrany na przewodniczącego Landtagu.